# نايغل بول
نايغل بول (بالإنجليزية: Nigel Paul)‏ (مواليد 27 يونيو 1989) هو ملاكم من ترينيداد وتوباغو، مثّل بلاده في الألعاب الأولمبية الصيفية 2016.

## روابط خارجية
نايغل بول على موقع اللجنة الأولمبية الدولية (الإنجليزية)
- نايغل بول على موقع أوليمبيديا (الإنجليزية)